# 二入四行論
『二入四行論』（ににゅうしぎょうろん）とは、達磨が道育や慧可に説示した教えを記録したものとされてきた禅の典籍であり、自己修養の入り方・行じ方に関する論などからなる。また禅宗門に依用されてきた坊本に『菩提達磨四行観』があり、これが『二入四行論』として知られている。『続高僧伝』や『景徳伝灯録』にも言及されている。
1900年に中国西域で発見された敦煌本の、鈴木貞太郎（大拙）による中国国家図書館における調査で、より原初の姿を留める最古の写本として報告されたが、表題部分が欠落していたため鈴木大拙により、対校した『禅門撮要』に収録の『菩提達摩四行論』に因んで『二入四行論長巻子』（―ちょうかんす）と名付けられた。
朝鮮李王朝が刊行した天順本『菩提達摩四行論』（1464年、天順8年）は、序を欠くが善本で、敦煌本と同じ内容を持つ異本であるとされている。

## 『菩提達磨四行論』の概要
修養には文章から得る所の知識・認識から入る理入（りにゅう）と、現実に於ける実践から入る行入（ぎょうにゅう）の2つに大きく大別され、更に行入には、4つの実践段階、報冤行（ほうおんぎょう）、随縁行（ずいえんぎょう）、無所求行（むしょぐぎょう）、称法行（しょうぼうぎょう）があるとされる。これらはそれ以前の仏教における観想法（四念処）に挑戦するものだという見方もある。この後に書簡や語録などが収録されているが、これらは達磨だけのものではない。

### 報冤行
実践の第一段階で、色々の恨み辛みの起こってくる本に返ってやり直すという意味。報とは一つの作用に対する反作用・循環を意味し、冤は兎に網をかぶせる、生命の躍動を抑え、そこから生じる所の恨みを意味している。枝葉末節に走る程煩悩や問題が頻出してくるとして、そういうものに捉われず、思い切ってそういうものを振り捨て、人間としての根本問題に返ることを報冤行という。

### 随縁行
実践の第二段階で、卑近に自らの周囲にある縁に従（随）って行ずるという意味。なるべく空理空論にならぬよう、身近な所から手掛かりをつけて行う実践を随縁行という。

### 無所求行
実践の第三段階。求める所を無くす行いであり、即ち生活感情から生じていく所の様々な煩悩や貪欲を新たに振り切って、ひたすら無心になって行じていくことを無所求行という。

### 称法行
実践の第四段階。法のまにまに（称）行ずる、即ち道理や心理と合致して、矛盾や差別無く、自らが法の権化の如く修養し、実践出来ることを称法行という。

## 現代語訳
- 柳田聖山 『禅の語録1 達磨の語録　二入四行論』（1969年 筑摩書房／1996年 ちくま学芸文庫（新版）） ISBN 4-480-08309-X。最古の写本とされる敦煌本『二入四行論長巻子』諸本を著者らが校合し定めたテキストの訳注・解説
- 柳田聖山 『人類の知的遺産16 ダルマ』（1981年 講談社／1998年 講談社学術文庫（改訂版）） ISBN 978-4-06-159313-8。前著刊行後の研究成果を改訂したテキストの現代語訳と解説ほか

## 注・出典
1. ↑  『二入四行論長巻子』冒頭の達磨小伝等に示される、達磨最初の弟子のひとり。
2. ↑  續高僧傳卷第十六 習禪初 〈正傳二十三 附見十五 齊鄴下南天竺僧菩提達磨傳五 中国語版ウィキソースに本記事に関連した原文があります：續高僧傳/卷16
3. ↑  鈴木貞太郎『燉煌出土少室逸書』（影印本）（1935年）；鈴木貞太郎 校並解説『少室逸書 校刊』（1936年 安宅仏教文庫）
4. ↑  田中良昭『二人四行論長巻子（擬）研究覚え書』駒沢大学仏教学部研究紀要 (38), p51-69, 1980-03pdf p.52上段。
5. ↑  椎名宏雄『天順本『菩提達摩四行論』』駒沢大学仏教学部研究紀要 (54), 189-214, 1996-03 pdf。テキストを含む。
6. ↑  伊吹敦『二入四行論』の成立について  印度學佛教學研究 55(1), 127-134,1195, 2006 pdf
7. ↑  柳田聖山『ダルマ』（1998年 講談社学術文庫 ISBN 4-06-159313-7）